# Casimir Loxsom
Casimir Loxsom (ur. 17 marca 1991) – amerykański lekkoatleta specjalizujący się w biegu na 800 metrów.
W 2010 zdobył srebrny medal w biegu na 800 m podczas mistrzostw świata juniorów w Moncton. Loxsom jest byłym halowym rekordzistą świata juniorów w biegu na 600 metrów (1:16,92 w 2010). W 2015 i 2017 zdobył dwa złote medale IAAF World Relays. Medalista mistrzostw USA i czempionatu NCAA.

## Osiągnięcia
| Rok  | Impreza                     | Miejsce  | Konkurencja             | Lokata     | Wynik   |
| ---- | --------------------------- | -------- | ----------------------- | ---------- | ------- |
| 2010 | Mistrzostwa świata juniorów | Moncton  | bieg na 800 metrów      | 2. miejsce | 1:46,57 |
| 2012 | Mistrzostwa NACAC U-23      | Irapuato | bieg na 800 metrów      | 3. miejsce | 1:49,35 |
| 2015 | IAAF World Relays           | Nassau   | sztafeta 4 × 800 metrów | 1. miejsce | 7:04,84 |
| 2015 | Mistrzostwa świata          | Pekin    | bieg na 800 metrów      | eliminacje | 1:48,97 |
| 2017 | IAAF World Relays           | Nassau   | sztafeta 4 × 800 metrów | 1. miejsce | 7:13,16 |

## Rekordy życiowe
- bieg na 800 metrów (stadion) – 1:44,92 (2015)
- bieg na 800 metrów (hala) – 1:46,13 (2017)
- bieg na 600 metrów (hala) – 1:14,91 (2017) halowy rekord świata